# One After 909
Pistes de Let It Be… Naked
I've Got a Feeling Don't Let Me Down
Pistes de Let It Be
I've Got a Feeling The Long and Winding Road
One After 909 (prononcé nine-o-nine) est une chanson des Beatles, écrite par John Lennon et Paul McCartney et créditée Lennon/McCartney. Elle est parue pour la première fois sur l'album Let It Be le 8 mai 1970 en Grande-Bretagne, et dix jours plus tard aux États-Unis. Écrite en 1957, c'est l'une des premières compositions du tandem Lennon/McCartney encore adolescent. Les Beatles l'enregistrent en mars 1963, pendant les sessions de From Me to You, mais des erreurs de jeu et son résultat peu convaincant font qu'ils l'abandonnent.
La chanson refait surface durant les sessions du projet Get Back et fait partie des titres interprétés dans le film Let It Be, notamment lors du concert sur le toit de l'immeuble d'Apple le 30 janvier 1969. Elle ne paraît cependant que plus d'un an après, sur l'album Let It Be. La version présente sur ce disque est d'ailleurs enregistrée en direct pendant ce concert sur le toit. Une version dépouillée et modernisée figure également sur l'album de 2003 Let It Be… Naked.

## Historique

### Genèse

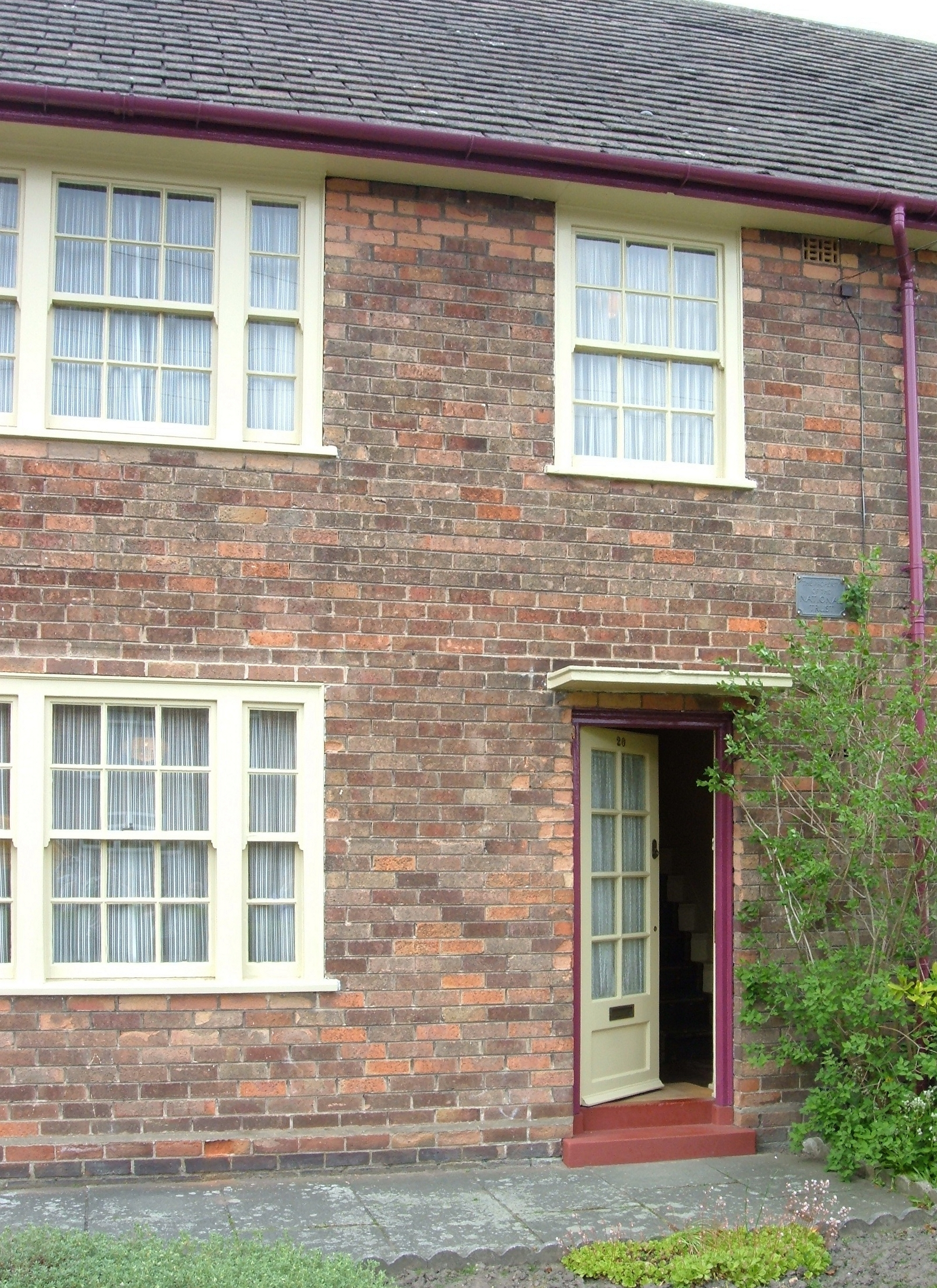
20 Forthlin Road, la maison de Paul McCartney où One After 909 fut composée.

John Lennon et Paul McCartney auraient composé la chanson en 1957, peu de temps après leur rencontre, à l'époque des Quarrymen. Ceci en fait l'une des toutes premières compositions portant leur signature, parmi les « plus de cent » que les deux compères prétendent avoir déjà écrites avant juin 1962. À cette époque, elle est intitulée The One After 909. Paul McCartney raconte : « Nous avions l'habitude de sécher les cours et de retourner chez moi à Forthlin Road, pour composer. Il y a beaucoup de chansons de cette époque que nous n'avons jamais utilisées, parce que ce sont des chansons très simples. Nous détestions les paroles de One After 909 »,.
Le numéro 9 joue un rôle important dans la vie de John Lennon. Dans sa fameuse interview fleuve au journal Playboy, recueillie par la journaliste David Sheff en 1980, il explique : « C'est quelque chose que j'ai écrit vers mes 17 ans. J'habitais au 9, Newcastle Road, je suis né le 9 octobre, le neuvième mois (sic ?). C'est juste un chiffre qui me suit, mais apparemment, je serais plutôt un numéro 6, ou 3, ou quelque chose du genre, mais tout ça fait partie du 9 »,. Dix ans plus tard, il enregistrera la pièce d'avant-garde Revolution 9 pour le Double blanc des Beatles, où on entend, répété de manière insistante « number nine » (numéro neuf). De la même façon, en forme d'hommage, Apple choisira la date du 9 septembre 2009 (09/09/09) pour la réédition de tout le catalogue remastérisé du groupe.
Quant à Paul McCartney, revenant sur cette composition précoce avec son ami Barry Miles dans le livre Many Years From Now, il souligne : « Ce n'était pas une grande composition, mais c'est une de mes favorites, car j'ai de grands souvenirs de John et moi en train d'essayer d'écrire une chanson bluesy à la manière de Freight Train (en). Il y avait pas mal de chansons américaines dans le genre à l'époque, comme Midnight Special (en), Freight Train, Rock Island Line. C'était ça, le One After 909 [...] ».

### Premiers enregistrements
Pistes inédites de Anthology 1
How Do You Do It? Lend Me Your Comb
En mai 1960, One After 909, cette composition originale Lennon/McCartney, est enregistrée avec un magnétophone Grundig dans la salle de bain familiale des McCartney au 20 Forthlin Road à Liverpool. Jouées par Paul McCartney, John Lennon et Stuart Sutcliffe, dix-neuf chansons dont 6 originales sont enregistrées sur cette bande magnétique. De ces dernières, You'll Be Mine et Cayenne, en plus de Hallelujah I Love Her So de Ray Charles seront ultimement incluses dans Anthology 1.
One After 909 a ensuite été enregistrée, le même mois, dans le studio privé de Percy Phillips (en) par Lennon, Harrison et McCartney. Ce disque acétate uniface a été perdu. C'est le même studio dans lequel avaient été enregistrées In Spite of All the Danger et That'll Be the Day deux ans auparavant.
De plus, cette chanson aurait pu être présente sur l'une des premières publications des Beatles, puisqu'une tentative d'enregistrement de ce titre a lieu le 5 mars 1963 aux studios EMI d'Abbey Road, lors de la séance où le troisième single du groupe, From Me to You, et sa face B Thank You Girl, sont mis en boîte. Ces deux chansons enregistrées, les Beatles souhaitent enregistrer deux vieux titres : The One After 909 et What Goes On. La séance étant sur le point de s'achever, le groupe ne s'attaque qu'à The One After 909.
Les Beatles tentent de l'enregistrer quatre fois, dans un arrangement plus relâché que sur Let It Be et avec une ligne vocale plus monotone de la part de John Lennon. Les trois premiers essais s'achèvent prématurément, lorsque Paul McCartney, qui a égaré son médiator, n'est pas capable de suivre le rythme sur sa basse, ou quand Lennon se trompe et redémarre un refrain avant la fin du solo de George Harrison. La seule tentative qui soit complète n'est pas jugée concluante, et John Lennon critique la contribution de Harrison : « Quel genre de solo c'était ça ! »,. Cet enregistrement est abandonné et laissé dans les archives d'Abbey Road, jusqu'à ce qu'il soit publié sur le disque Anthology 1 en 1995.

### Enregistrement pourLet It Be
La chanson ne refait surface que six ans plus tard, pour se retrouver incluse dans la liste des titres interprétés pour le futur album Let It Be. Les séances dites « Get Back » ne débutent que onze semaines après celles de l'« Album blanc », de ce fait John Lennon propose de dépoussiérer celle-ci . Si le One After 909 de 1963 est un rock 'n' roll classique, composé de 12 mesures en boucle, et ponctué en son milieu d'un solo de George Harrison peu convaincant, celui de janvier 1969 est d'un autre calibre. Il est joué plus rapidement, plus « lourd », soutenu par un riff de piano électrique de Billy Preston, avec le même George Harrison beaucoup plus assuré à la guitare solo, et des vocaux très énergiques de Paul McCartney et John Lennon.
Le titre présent sur Let It Be (1970) étant à l’origine l'enregistrement « live » du rooftop concert du 30 janvier 1969, le producteur Phil Spector n’y a pas ajouté effets sonores variés ou d'ajouts vocaux ou instrumentaux comme sur la plupart des autres chansons de ce disque. Par conséquent, la version publiée en 2003 sur Let It Be… Naked, l'album débarrassé des artifices de production de Spector — une initiative de Paul McCartney —, ne diffère pas fondamentalement de la précédente, si ce n’est un son « modernisé » à travers un remixage et une remasterisation efficaces. Un vers de la chanson traditionnelle irlandaise Danny Boy (en) est entendu en finale, initié par Lennon, mais coupée avec un fondu en fermeture rapide pour la version « Naked ». La prise 3, enregistrée le 29 janvier 1969 dans le studio du Saville Row avec Preston jouant le piano à queue Blüthner, est placée sur le premier disque de suppléments de la version Super Deluxe de l'album et sur le disque bonus de la version en deux disques, publiés en octobre 2021.

## Fiche technique

### Musiciens
The Beatles 
- John Lennon – chant, guitare rythmique
- Paul McCartney – chant, basse
- George Harrison – guitare rythmique, guitare solo
- Ringo Starr – batterie

### Musicien additionnel
- Billy Preston – piano électrique

### Équipe de production
- George Martin – producteur
- Glyn Johns – ingénieur du son
- Alan Parsons – ingénieur du son